# Pulsador manual de alarma
El pulsador manual de alarma o estación manual es un aparato que está diseñado para ser activado en caso de incendio, apretando un botón (tipo europeo) o tirando de una palanca (tipo americano). Al ser activado, el aparato informa de inmediato a la central de detección de incendios. Los pulsadores modernos cuentan con un LED de color rojo para indicar que han sido activados.
Algunos pulsadores tienen una llave para rearmarlos tras su activación, pero en la mayoría de los casos no es necesario este tipo se seguro, se debe mover el botón (Tipo europeo)a la posición original o mover la palanca (tipo americano) a la posición original y debe reseteado en el panel. 
Por normativa europea EN54, las centrales de detección de incendios deben ser reseteadas después de haber recibido la señal de un pulsador manual de incendios o de cualquier otro elemento para que el sistema vuelva a la normalidad, incluso si no se han activado las sirenas.

## Funcionamiento
Cuando el pulsador manual de alarma o estación manual es activada, transmite una señal a la Central de detección de incendios. Esta activa un buzzer (alarma de bajo volumen ubicada en la misma central) y después de unos segundos o minutos, según las normativas, activará las sirenas, bien generales, bien para un sector determinado (sirenas programables), dependiendo de la edificación y programación;  y efectúa las maniobras de seguridad, tal como abrir o cerrar puertas y válvulas de gas, iluminar letreros de evacuación y salidas de emergencia, etc. Las sirenas y maniobras son programadas siguiendo el plan de evacuación del edificio.

## Sistema de detección de incendio
Los pulsadores para sistemas de detección de incendio son de color rojo según la normativa europea (EN54) y la normativa americana (NFPA).
En caso de incendio el pulsador manual o estación manual puede ser activado para informar al panel de incendio de la emergencia. El panel iniciara la fase de emergencia siguiendo la configuración establecida y el plan de evacuación debe especificar los procedimientos a seguir.

### Sistema de detección de incendio Convencional
Un pulsador manual o estación manual Convencional está conectada al panel a través de una zona que informa al panel de incendio que zona ha sido activada. La desventaja de este sistema es que no especifica exactamente cual elemento fue activado. En una instalación con varios elemento en una zona hay que buscar punto a punto en la ZONA para saber donde se ha producido la emergencia.

### Sistema de detección de incendio Direccionable
Un pulsador manual o estación manual Direccionable se conecta al panel de incendios a través de un bucle o loop. Este sistema se comunica a través de un sistema binario que permite identificar en el panel cada elemento del sistema.
Cuando un pulsador manual o estación manual Direccionable es activada el panel de incendios informará del lugar exacto del elemento.
El procedimiento debe ser siguiendo el plan de evacuación en caso de incendio. 

## Sistemas de extinción automática
Los pulsadores manuales para los sistemas de extinción automática están diseñados para trabajar con paneles certificados de extinción automática de incendio. Los pulsadores están diseñados para activar manualmente la extinción o bloquear/abortar la extinción.

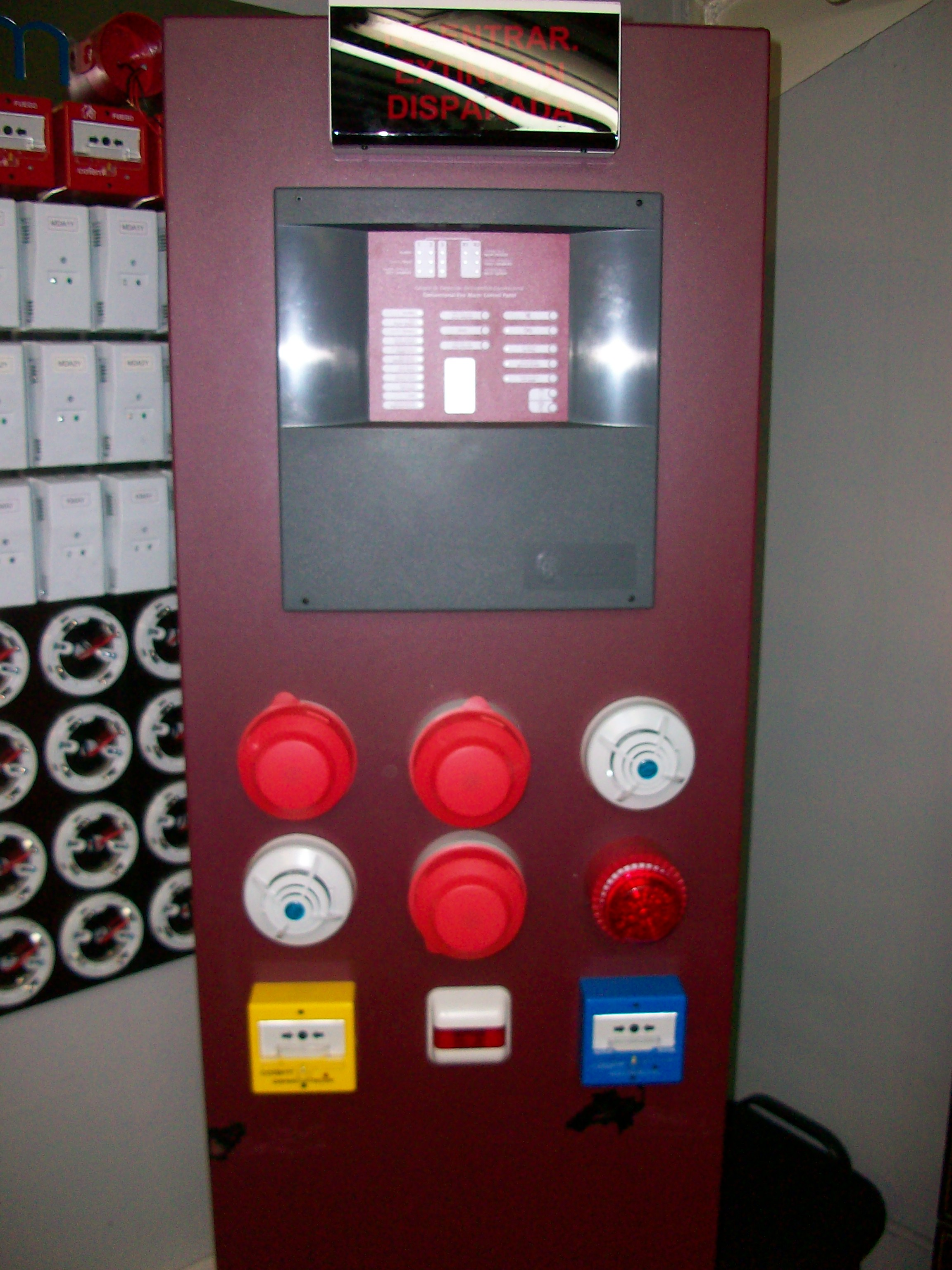
Panel de extinción automático con certificación europea EN54-2, EN54-4 y EN12094-1 con detectores de humo y pulsadores manuales (tipo europeo) AZUL "Paro de Extinción" y AMARILLO "Disparo Extinción"

Los sistemas de extinción automática usualmente trabajan con,
- Agentes limpios (FM200, HFC227, HFC125 o Novek)
- Agentes Inertes e.g(IG-01, IG100, IG55, IG541)
- CO2, es el más económico pero el menos recomendado porque puede ocasionar la muerte.

### Pulsador de bloqueo de extinción
Este pulsador de bloqueo tiene "prioridad" sobre el pulsador de disparo de extinción siguiendo la normativa europea. La función de este pulsador es BLOQUEAR el sistema de extinción automática en caso de querer bloquear o abortar la extinción automática.
Por normativa europea el color del pulsador de bloqueo de extinción es color AZUL.

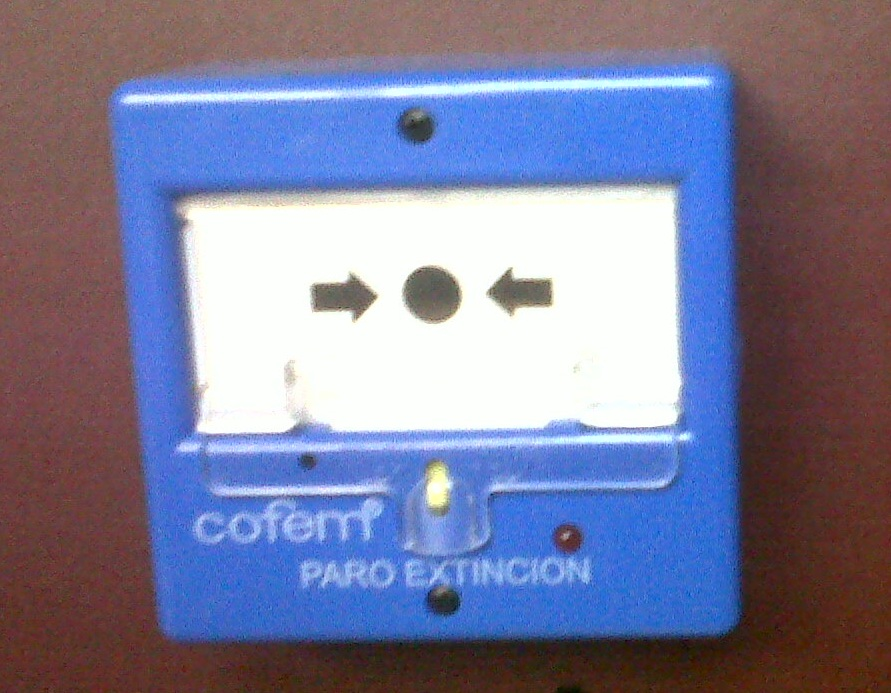
Pulsador Manual "Paro de Extinción"

### Pulsador de disparo de extinción
Este pulsador activa la extinción manualmente. Al activar este pulsador de disparo se informa a la central para que active el proceso de extinción.
Siguiendo la normativa europea este proceso tardara máximo 60 segundos.
Por normativa europea el color del pulsador de disparo de extinción es de color AMARILLO.

## Normativas
Los dispositivos para sistemas de alarmas de incendios deben tener la marca CE con la norma EN 54. Los pulsadores manuales comercializados e instalados en cualquier país de la Unión Europea(UE) deben estar certificados con la norma EN 54-11. Esta normativa es obligatoria y debe ser certificada por un organismo de certificación autorizado en la UE.
Pueden existir otras normas de cumplimiento voluntario.
Los pulsadores de alarma de incendios utilizado en Estados Unidos están regulados por la NFPA, que dicta las normativas contra incendios en este país.